# دوني سادلر
دوني سادلر (بالإنجليزية: Donnie Sadler) هو لاعب كرة قاعدة أمريكي، ولد في 17 يونيو 1975 في فالي ميلز في الولايات المتحدة.

## وصلات خارجية
- دوني سادلر على موقع دوري كرة القاعدة الرئيسي (الإنجليزية)
- دوني سادلر على موقعبيزبول رفرنس.كوم (الدوري الرئيسي) (الإنجليزية)
- دوني سادلر على موقع إي إس بي إن.كوم (أم.أل.بي) (الإنجليزية)
- دوني سادلر على موقع مشجعي الرسوم البيانية (الإنجليزية)